# Meklong
Meklong zvaná také Menam-Meklong (thajsky แม่น้ำแม่กลอง) je řeka na západě Thajska. Je 480 km dlouhá. Povodí má rozlohu 30 000 km².

## Průběh toku
Pramení na západních svazích hřbetu Tanentaudži. Horní a střední tok je v horách, kde protéká korytem s množstvím peřejí. Dolní tok je v Menamské nížině. Ústí do Thajského zálivu Jihočínského moře, přičemž vytváří bažinatou deltu. Je spojena průtoky a kanály s řekou Menam-Čao-Praja.

## Vodní režim
V létě dochází k povodním, které jsou způsobené dešti.

## Využití
Voda se využívá na zavlažování. Na dolním toku je možná vodní doprava. Na řece leží města Kančanaburi, Ratburi.